# Svépravice
Svépravice település Csehországban, a Pelhřimovi járásban. Svépravice Sedlice, Kojčice, Dehtáře, Červená Řečice, Želiv és Pelhřimov településekkel határos. Lakosainak száma 117 fő (2024. január 1.).

## Népesség
A település lakosságának változását az alábbi diagram mutatja:
| Lakosok száma | 358  | 332  | 332  | 201  | 138  | 119  | 114  | 115  | 123  | 117  |
|               | 1869 | 1900 | 1921 | 1961 | 1980 | 2011 | 2016 | 2019 | 2021 | 2024 |